# Список керівників держав 415 року
Список керівників держав 415 року — це перелік правителів країн світу 415 року.
Список керівників держав 414 року — 415 рік — Список керівників держав 416 року — Список керівників держав за роками

## Європа
- Арморика — Градлон Великий (395—424)
- Боспорська держава — цар Тейран II (391/402—421)
- Королівство бургундів — Ґундагар (не пізніше 406—436)
- плем'я вандалів — король Гундерік (406—418)
- король вестготів — Атаульф (410—415); Сігеріх (415); Валлія (415—418)
- плем'я гунів — цар Харатон (412/413 — 422)
- Дал Ріада — Ерк мак Ехах (400—474)
- Дівед — Клотрі ап Глоїтгвін (410—421)
- Думнонія — Кономор ап Тутвал (410—435)
- Ебраук — Коель Старий (400—420)
- Ірландія — верховний король Нат І мак Фіахрах (405—428)
- Король піктів — Друст I (412/413—452/480)
- Римська імперія:
  - захід — Гонорій (395—423)
  - схід — Феодосій II (408—450)
- Королівство свевів — Гермерік (409—438)
- Стратклайд — Керетік ап Кінлоп (410—440)
- Святий Престол — папа римський — Інокентій I (401—417)
- Візантійський єпископ — Аттик (406—425)

## Азія
- Близький Схід:
- Гассаніди — Аль-Ну'ман III ібн Амр (391—418)
- Лахміди — Ан-Нуман I (405? — 418)
- Диньяваді (династія Сур'я) — раджа Тюрія Вунна (375—418)
- Іберійське царство — цар Арчіл I (411—435)
- Велика Вірменія — Хосров IV (414—415); Шапур IV (415-420)
- Кавказька Албанія — цар Евсаген (413—444)
- Індія:
  - Царство Вакатаків — магараджа Дамодарасена (405/410—415/420)
  - Імперія Гуптів — Чандрагупта II (380—415); Кумарагупта I (415—455)
  - Західні Кшатрапи — махакшатрап Рудрасімха III (388—395/415). Зникнення держави.
  - Держава Кадамба — Багітарха (390-415); Рагху (415—435)
  - Раджарата — раджа Маханама (412—434)
- Індонезія:
  - Тарума — Пурнаварман (395—434)
- Фунанське королівство — Каундінья II (400—430)
- Китай:
  - Династія Цзінь — Сима Децзун (397—419)
  - Туюхун (Тогон) — Мужун Шулогань (405—417)
  - Династія Пізня Цінь — Яо Сін (394—416)
  - Династія Північна Вей — Мін-юань-ді (409—423)
  - Жужанський каганат — Юйцзюлюй Датань (414—429)
  - Ся (держава) — Хелянь Бобо (407—425)
- Корея:
  - Кая (племінний союз) — ван Чваджи (407—421)
  - Когурьо — тхеван (король) Чансу (413—491)
  - Пекче — король Чонджи (405—420)
  - Сілла — ісагим (король) Сільсон (402—417)
- Паган — король Тіхтан (412—439)
- Персія:
  - Держава Сасанідів — шахіншах Єздигерд I (399—421)
- Тямпа — Гангараджа (413 — ?)
- Хим'яр — Абукаріб Ас'ад (410—435)
- Японія — Імператор Інґьо (410-453)

## Африка
- Африка (римська провінція) — Аврелій Аніцій Сіммах (415)
- Єгипет (римська провінція) — Орест (415)

## Північна Америка
- Мутульське царство — Сіхях-Чан-К'авііль II (411—456)
- Теотіуакан — Атлатлькавак (374—439)